# Weiss Weib
La Weiss Weib (pron. all. API : [vaɪ̯s vaɪ̯p] - qui signifie « Dame blanche » en allemand ; Wéis Wéibji en Töitschu) est un sommet des Alpes pennines, situé dans le vallon de Bourinnes, entre le val d'Ayas et la vallée du Lys, dans la basse Vallée d'Aoste.

## Ascension
Au départ du chef-lieu (village Duarf) d'Issime, emprunter le sentier 2/2B qui mène au col Chasten, et qui poursuit jusqu'aux alpages de Valniro (1 689 mètres) et de Jatza (1 831 mètres), pour atteindre enfin le sommet.